# Valentin Fabre
Pour les articles homonymes, voir Fabre.
Marcel Fabre, dit Valentin Fabre, né le 2 décembre 1927 à Paris et mort le 24 avril 2022 à La Ciotat, est un architecte-décorateur français connu essentiellement pour la réalisation et la restructuration de salles de théâtre en association avec l'architecte Jean Perrottet.

## Biographie
Valentin Fabre passe son enfance à Toulon où il étudie la peinture aux Beaux-arts de la ville auprès du peintre provençal Eugène Baboulène. En 1948, il entre à l'École nationale supérieure des arts décoratifs de Paris d'où il sort diplômé en 1959.
Valentin Fabre conçoit à la sortie de l'École nationale supérieure des arts décoratifs de nombreuses salles de cinéma et, en 1957, il réalise un théâtre de 400 places à Hassi Messaoud en Algérie.
En janvier 1960, Jacques Allégret, urbaniste, fonde avec les architectes Jean Perrottet, Jean Tribel et Georges Loiseau et les décorateurs Jacques Berce et Valentin Fabre l'Atelier d'urbanisme et d'architecture (AUA), cette structure existera jusqu'en 1986 date de sa dissolution. Valentin Fabre obtiendra en 1973 le titre d'architecte DPLG.
D'abord associé à Jacques Berce de 1956 à 1964, Valentin Fabre travaille avec Jean Perrottet. Ils se spécialisent alors dans les projets d'architectures publiques, principalement culturelles (théâtres et maisons de la culture) et sont considérés comme les architectes qui ont « révolutionné » les salles de théâtre en France lors de la démocratisation de l'accès à la culture au plus grand nombre avec l'action successive d'André Malraux puis de Jack Lang entre 1960 et 2000. L'archétype de leur travail est la restructuration totale du vieux théâtre Sarah-Bernhardt en théâtre de la Ville avec des gradins en béton entièrement frontaux à la scène, sans vision partielle.

## Principales réalisations
- Théâtre de la Ville à Paris, 1967-1968
- Théâtre national de Chaillot à Paris, 1973-1975
- Théâtre du Vésinet, 1975
- Théâtre de la Commune à Aubervilliers, 1975-1976
- Salle des congrès du Mans, 1979-1981
- Théâtre de Sartrouville, 1982-1986
- Théâtre national de la Colline à Paris, 1983-1988
- L'Avant-Seine, théâtre de Colombes, 1988-1991
- La Faïencerie - Théâtre de Creil, 1993
- Théâtre des Gémeaux à Sceaux, 1991-1994
- Théâtre municipal d'Angoulême, 1994-1997
- Pôle culturel de La Seyne-sur-Mer, 2006